# Chalixodytes chameleontoculis
Chalixodytes chameleontoculis is een straalvinnige vissensoort uit de familie van zandduikers (Creediidae). De wetenschappelijke naam van de soort werd voor het eerst geldig gepubliceerd in 1957 door Smith.